# Кук, Энн
Энн Кук (Anne Cooke; род. 14 января 1945, Саут-Шилдс, Тайн-энд-Уир) — британский биолог и иммунолог, специалист по аутоиммунитету.
Член АМН Великобритании (2007), доктор философии, эмерит-профессор иммунологии Кембриджского университета и эмерит-фелло его Кингс-колледжа (фелло в 1992—2013).

## Биография
Окончила с отличием Университет Глазго (бакалавр биохимии). Степень доктора философии по биохимии получила в Сассексском университете и там же на кафедре биохимии состояла постдоком. Также являлась постдоком в Чикаго и на кафедре иммунологии медицинской школы Middlesex Hospital, после чего старший исследовательский фелло Wellcome Trust последней.
На кафедре патологии Кембриджа прошла путь от лектора до в 2000—2013 гг. профессора иммунологии (ныне эмерит).
Почётный лектор St Mary's Hospital Medical School и (с 2000) почётный фелло Университетского колледжа Лондона, а также фелло Королевского биологического общества.
Почётный доктор Копенгагенского университета (2010).
Автор более 185 публикаций, в частности в Nature, Lancet, Nature Immunology.
Замужем, двое детей.